# Regina Angelorum (Bouguereau)
Rainha dos Anjos (em latim: Regina Angelorum) é uma pintura a óleo do artista francês William-Adolphe Bouguereau. Suas dimensões são 285 × 185 cm.
Está exposto no Petit Palais.